# La Chapelle-Vendômoise
Pour les articles homonymes, voir La Chapelle.
La Chapelle-Vendômoise est une commune française située dans le département de Loir-et-Cher en région Centre-Val de Loire.
Localisée au centre-ouest du département, la commune fait partie de la petite région agricole « la Beauce », une vaste étendue de cultures céréalières, oléagineuses (colza) et protéagineuses (pois, féverolle, lupin), avec également de la betterave sucrière, et de la pomme de terre. Elle est drainée par la Cisse, la Cisse Landaise et par deux petits cours d'eau.
L'occupation des sols est marquée par l'importance des espaces agricoles et naturels qui occupent la quasi-totalité du territoire communal. Un espace naturel d'intérêt est présent sur la commune : un site natura 2000. En 2010, l'orientation technico-économique de l'agriculture sur la commune est la culture des céréales et des oléoprotéagineux. À l'instar du département qui a vu disparaître le quart de ses exploitations en dix ans, le nombre d'exploitations agricoles a fortement diminué, passant de 53 en 1988, à 13 en 2000, puis à 8 en 2010.
Le patrimoine architectural de la commune comprend deux édifices portés à l'inventaire des monuments historiques : le dolmen de la Pierre Levée, classé en 1889 et le château de Toisy, inscrit en 1982.

## Géographie

### Localisation et communes limitrophes
La commune de La Chapelle-Vendômoise se trouve au centre-ouest du département de Loir-et-Cher, dans la petite région agricole de la Beauce,. À vol d'oiseau, elle se situe à 11,3 km  de Blois, préfecture du département et à 19,6 km de Veuzain-sur-Loire, chef-lieu du canton d'Onzain dont dépend la commune depuis 2015. La commune fait en outre partie du bassin de vie de Blois.
Les communes les plus proches sont : Villefrancœur (2,9 km) , Saint-Bohaire (3,5 km) , Landes-le-Gaulois (4,5 km) , Averdon (4,6 km) , Champigny-en-Beauce (4,7 km) , Fossé (5,4 km) , Marolles (5,6 km) , Tourailles (6,2 km)  et Saint-Lubin-en-Vergonnois (6,5 km).

### Lieux-dits
La commune de La Chapelle-Vendômoise est constituée de trois lieux-dits. Le lieu-dit "Coteau de Sudon", le lieu-dit "Montrichau" et le lieu-dit "Siany", partagé en 2 avec la commune d'Averdon.

### Paysages et relief
Dans le cadre de la Convention européenne du paysage, adoptée le 20 octobre 2000 et entrée en vigueur en France le 1er juillet 2006, un atlas des paysages de Loir-et-Cher a été élaboré en 2010 par le CAUE de Loir-et-Cher, en collaboration avec la DIREN Centre (devenue DREAL en 2011), partenaire financier. Les paysages du département s'organisent ainsi en huit grands ensembles et 25 unités de paysage,. La commune fait partie de l'unité de paysage de « la Beauce ».
La fertile Beauce, qui couvre pas moins de six cent mille hectares, est un vaste plateau, essentiellement consacré aux grandes cultures (céréales, colza, betterave sucrière). En Loir-et-Cher, la Beauce s'avance jusqu'à Blois, bordée au nord par le Loir et au sud par la Loire, couvrant un septième du département. Ses paysages épurés et ouverts sur le ciel contrastent avec les vertes collines Percheronnes au nord et surtout avec les grandes forêts Solognotes au sud.
L'altitude du territoire communal varie de 87 mètres à 131 mètres,.

### Hydrographie

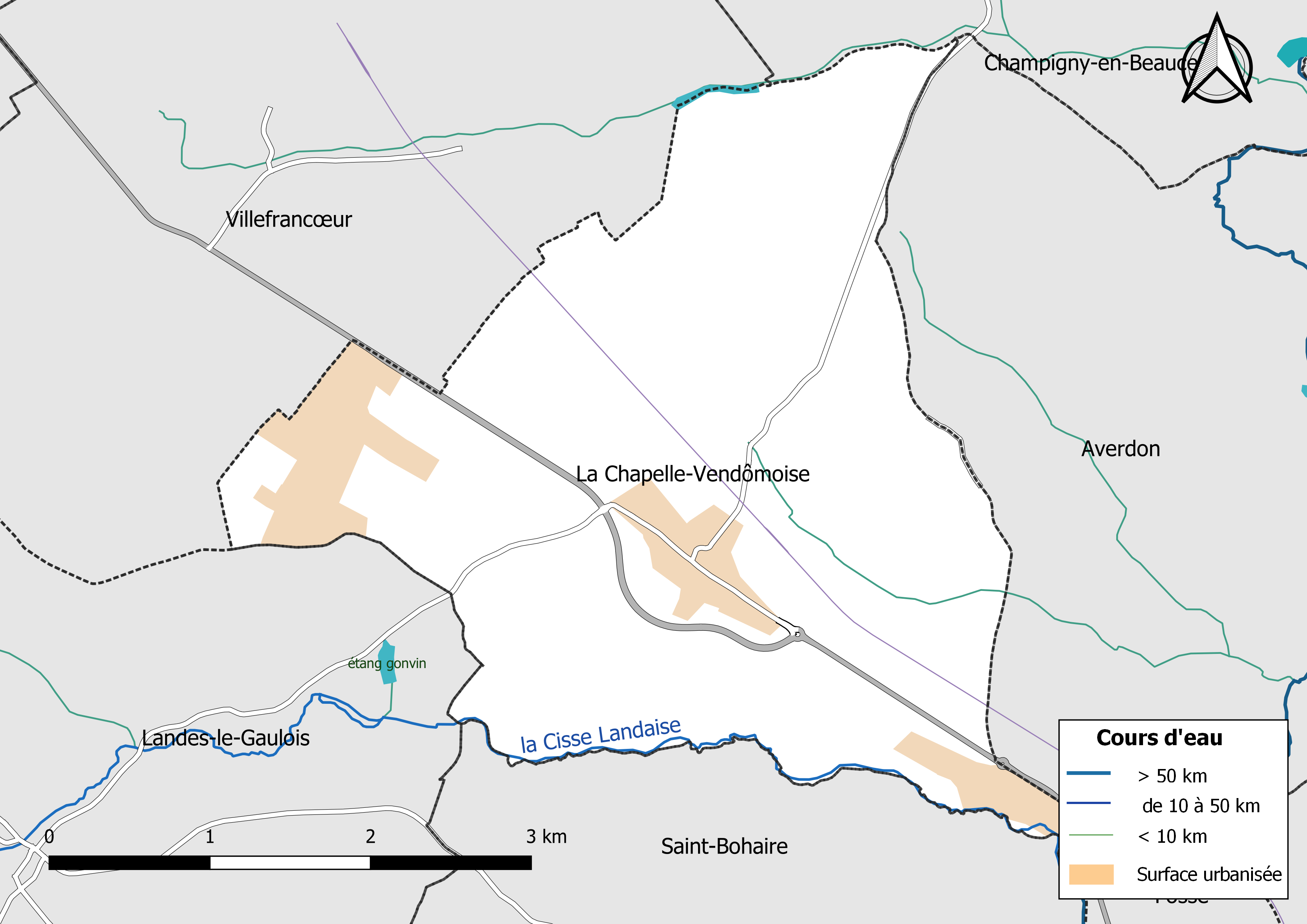
Réseau hydrographique de la Chapelle-Vendômoise.

La commune est drainée par la Cisse (0,041 km), la Cisse Landaise (3,858 km) et par deux petits cours d'eau, constituant un réseau hydrographique de 6,29 km de longueur totale.
La Cisse traverse la commune du nord-est vers le sud-ouest. D'une longueur totale de 87,7 km, elle prend sa source dans la commune de Rhodon et se jette  dans la Loire à Rochecorbon (37), après avoir traversé 23 communes.
La Cisse Landaise traverse la commune d'ouest en est. D'une longueur totale de 19,8 km, elle prend sa source dans la commune de Saint-Cyr-du-Gault et se jette  dans la Cisse à Saint-Bohaire, après avoir traversé 6 communes.
Sur le plan piscicole, ces cours d'eau sont classés en première catégorie, où le peuplement piscicole dominant est constitué de salmonidés (truite, omble chevalier, ombre commun, huchon),.

### Climat
Pour des articles plus généraux, voir Climat du Centre-Val de Loire et Climat de Loir-et-Cher.
En 2010, le climat de la commune est de type climat océanique dégradé des plaines du Centre et du Nord, selon une étude du CNRS s'appuyant sur une série de données couvrant la période 1971-2000. En 2020, Météo-France publie une typologie des climats de la France métropolitaine dans laquelle la commune est exposée à un climat océanique altéré et est dans la région climatique Moyenne vallée de la Loire, caractérisée par une bonne insolation (1 850 h/an) et un été peu pluvieux.
Pour la période 1971-2000, la température annuelle moyenne est de 10,9 °C, avec une amplitude thermique annuelle de 15,2 °C. Le cumul annuel moyen de précipitations est de 648 mm, avec 10,7 jours de précipitations en janvier et 6,8 jours en juillet. Pour la période 1991-2020, la température moyenne annuelle observée sur la station météorologique de Météo-France la plus proche, « Blois », sur la commune de Villefrancœur à 3 km à vol d'oiseau, est de 11,8 °C et le cumul annuel moyen de précipitations est de 641,4 mm,. Pour l'avenir, les paramètres climatiques de la commune estimés pour 2050 selon différents scénarios d'émission de gaz à effet de serre sont consultables sur un site dédié publié par Météo-France en novembre 2022.

### Milieux naturels et biodiversité

#### Sites Natura 2000

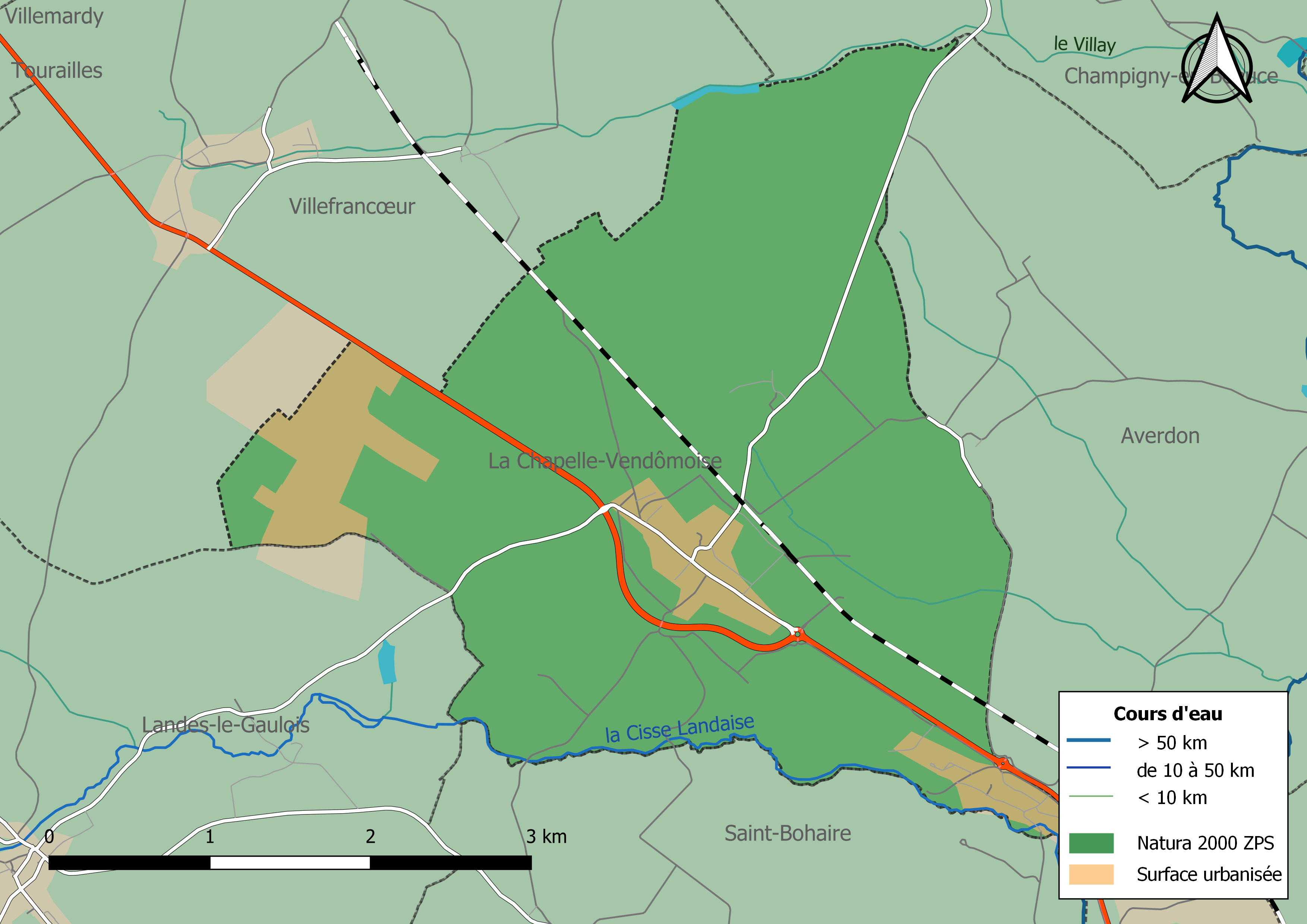
La commune est entièrement dans la zone Natura 2000 de type ZPS « la Petite Beauce ».

Le réseau Natura 2000 est un réseau écologique européen de sites naturels d'intérêt écologique élaboré à partir des Directives «Habitats » et «Oiseaux ». Ce réseau est constitué de Zones spéciales de conservation (ZSC) et de Zones de protection spéciale (ZPS). Dans les zones de ce réseau, les États membres s'engagent à maintenir dans un état de conservation favorable les types d'habitats et d'espèces concernés, par le biais de mesures réglementaires, administratives ou contractuelles. L'objectif est de promouvoir une gestion adaptée des habitats tout en tenant compte des exigences économiques, sociales et culturelles, ainsi que des particularités régionales et locales de chaque État membre. Les activités humaines ne sont pas interdites, dès lors que celles-ci ne remettent pas en cause significativement l'état de conservation favorable des habitats et des espèces concernés. Le territoire communal est inclus entièrement dans le site Natura 2000 suivant : la ZPS la « Petite Beauce », d'une superficie de 52 565 ha.

## Urbanisme

### Typologie
Au 1er janvier 2024, La Chapelle-Vendômoise est catégorisée commune rurale à habitat dispersé, selon la nouvelle grille communale de densité à sept niveaux définie par l'Insee en 2022.
Elle est située hors unité urbaine. Par ailleurs la commune fait partie de l'aire d'attraction de Blois, dont elle est une commune de la couronne,. Cette aire, qui regroupe 78 communes, est catégorisée dans les aires de 50 000 à moins de 200 000 habitants,.

### Occupation des sols
Selon  l'Insee, La Chapelle-Vendômoise est une commune rurale, car elle n'appartient à aucune unité urbaine,,.
L'occupation des sols est marquée par l'importance des espaces agricoles et naturels (89,7 %). La répartition détaillée ressortant en 2012 de la base de données européenne d'occupation biophysique des sols Corine Land Cover est la suivante : 

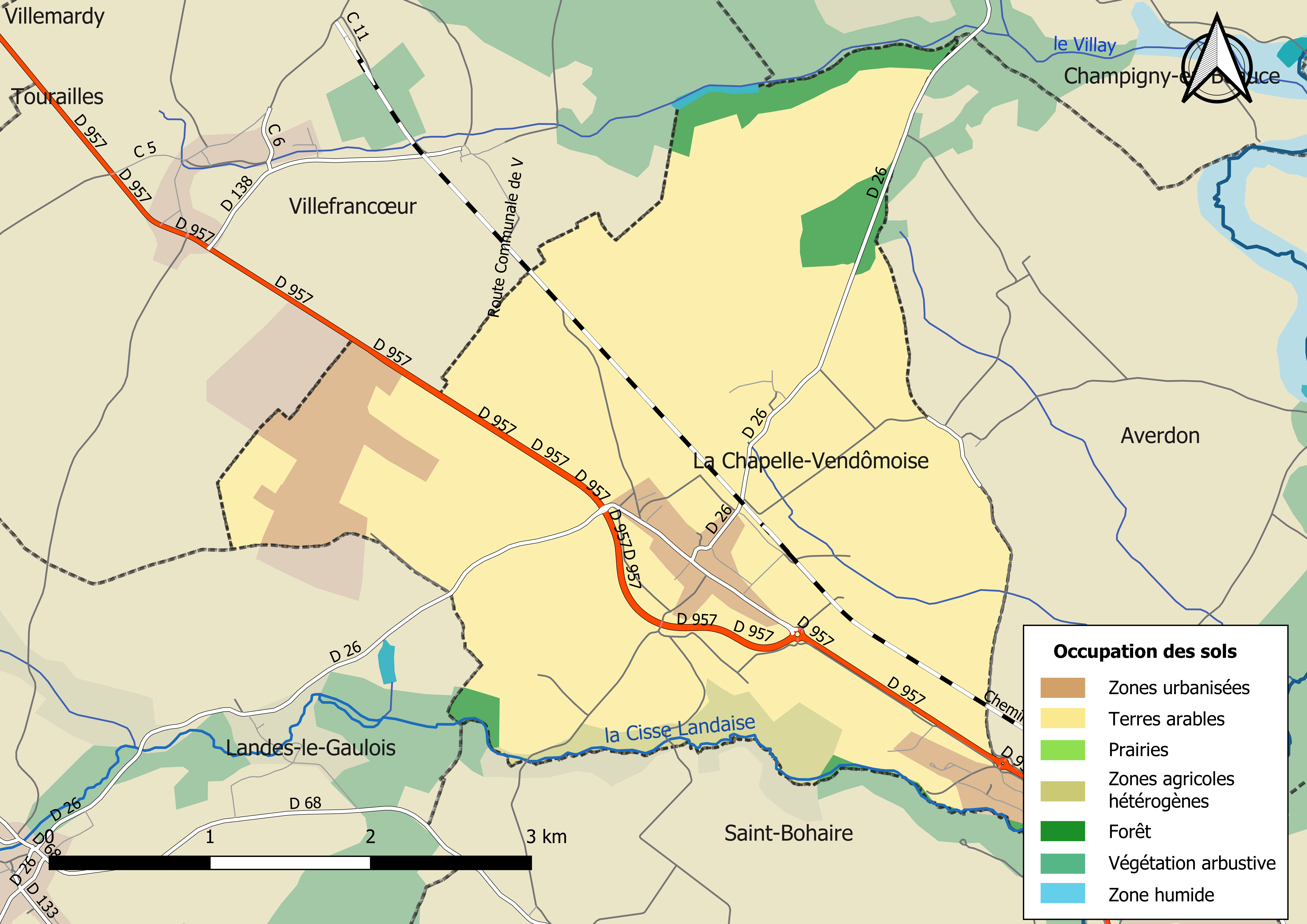
Carte des infrastructures et de l'occupation des sols de la commune en 2018 (CLC).

terres arables (81,4 %), 
zones agricoles hétérogènes (3,1 %), 
forêts (5,2 %), 
zones urbanisées (5,2 %), 
zones industrielles et commerciales et réseaux de communication (5,1 %).
L'agriculture façonne le territoire. Elle permet de maîtriser l'évolution des paysages mais engendre aussi des conflits d'usage à proximité des zones habitées. À l'échelle de l'unité géographique Plateau de Beauce, qui regroupe sept communes, dont La Chapelle-Vendômoise, la consommation d'espaces agricoles et naturels entre 2002 et 2015 pour répondre aux besoins de développement a été relativement faible, 81,5 % des aménagements (logements, équipements, entreprises) ont été réalisés sur de nouveaux terrains, soit 36,2 hectares.

### Planification
La loi SRU du 13 décembre 2000 a incité fortement les communes à se regrouper au sein d'un établissement public, pour déterminer les partis d'aménagement de l'espace au sein d'un SCoT, un document essentiel d'orientation stratégique des politiques publiques à une grande échelle. La commune est dans le territoire du  SCOT du Blésois, approuvé en 2006 et révisé en juillet 2016.
En matière de planification, la commune disposait en 2017 d'un plan local d'urbanisme en révision. Par ailleurs, à la suite de la loi ALUR (loi pour l'accès au logement et un urbanisme rénové) de mars 2014, un plan local d'urbanisme intercommunal couvrant le territoire de la communauté d'agglomération de Blois « Agglopolys » a été prescrit le 3 décembre 2015.

### Habitat et logement
Le tableau ci-dessous présente la typologie des logements à La Chapelle-Vendômoise en 2016 en comparaison avec celle du Loir-et-Cher et de la France entière. Une caractéristique marquante du parc de logements est ainsi la faible proportion des résidences secondaires et logements occasionnels (3,8 %) par rapport au département (18 %) et à la France entière (9,6 %). Concernant le statut d'occupation de ces logements, 82,3 % des habitants de la commune sont propriétaires de leur logement (82,5 % en 2011), contre 68,1 % pour le Loir-et-Cher et 57,6 pour la France entière.
|                                                         | La Chapelle-Vendômoise | Loir-et-Cher | France entière |
| ------------------------------------------------------- | ---------------------- | ------------ | -------------- |
| Résidences principales (en %)                           | 89,4                   | 74,5         | 82,3           |
| Résidences secondaires et logements occasionnels (en %) | 3,8                    | 18           | 9,6            |
| Logements vacants (en %)                                | 6,8                    | 7,5          | 8,1            |

### Risques majeurs
Le territoire communal de La Chapelle-Vendômoise est vulnérable à différents aléas naturels : inondations (par débordement ), climatiques (hiver exceptionnel ou canicule), mouvements de terrains ou sismique (sismicité très faible).
Il est également exposé à un risque technologique :  le transport de matières dangereuses,.

#### Risques naturels
Les mouvements de terrains susceptibles de se produire sur la commune sont liés au retrait-gonflement des argiles. Le phénomène de retrait-gonflement des argiles est la conséquence d'un changement d'humidité des sols argileux. Les argiles sont capables de fixer l'eau disponible mais aussi de la perdre en se rétractant en cas de sécheresse. Ce phénomène peut provoquer des dégâts très importants sur les constructions (fissures, déformations des ouvertures) pouvant rendre inhabitables certains locaux. La carte de zonage de cet aléa peut être consultée sur le site de l'observatoire national des risques naturels Georisques.

#### Risques technologiques
Le risque de transport de marchandises dangereuses sur la commune est lié à sa traversée par une route à fort trafic et une canalisation de transport de gaz. Un accident se produisant sur de telles infrastructures est en effet susceptible d'avoir des effets graves au bâti ou aux personnes jusqu'à 350 m, selon la nature du matériau transporté. Des dispositions d'urbanisme peuvent être préconisées en conséquence.

## Toponymie
Sous la Révolution, la volonté de déchristianiser la société française requiert un changement du toponyme : ainsi, par délibération du conseil général de la commune, et en application du décret du 25 vendémiaire an II (16 octobre 1793), la commune nouvellement créée de La Chapelle-Vendômoise a été provisoirement rebaptisée Le Temple-Vendômois,,.

## Histoire

### Révolution française et Empire

#### Nouvelle organisation territoriale
Le décret de l'Assemblée nationale du 12 novembre 1789 décrète qu'« il y aura une municipalité dans chaque ville, bourg, paroisse ou communauté de campagne », mais ce n'est qu'avec le décret de la Convention nationale du 10 brumaire an II (31 octobre 1793) que la paroisse de La Chapelle-Vendômoise devient formellement « commune de La Chapelle-Vendômoise »,.
En 1790, dans le cadre de la création des départements, la municipalité est rattachée au canton de Marolles et au district de Blois. Les cantons sont supprimés, en tant que découpage administratif, par une loi du 26 juin 1793, et ne conservent qu'un rôle électoral, permettant l'élection des électeurs du second degré chargés de désigner les députés,. La Constitution du 5 fructidor an III, appliquée à partir de vendémiaire an IV (1795) supprime les districts, considérés comme des rouages administratifs liés à la Terreur, mais maintient les cantons qui acquièrent dès lors plus d'importance en retrouvant une fonction administrative. Enfin, sous le Consulat, un redécoupage territorial visant à réduire le nombre de justices de paix ramène le nombre de cantons en Loir-et-Cher de 33 à 24. La Chapelle-Vendômoise est alors rattachée au canton d'Herbault et à l'Arrondissement de Blois par arrêté du 5 vendémiaire an X (26 septembre 1801),,. Cette organisation va rester inchangée pendant près de 150 ans.

#### Nom révolutionnaire
Au cours de la Révolution française, la commune a provisoirement été renommée Le Temple-Vendômois.

## Politique et administration

### Découpage territorial
La commune de Chapelle-Vendômoise est membre de la communauté d'agglomération de Blois « Agglopolys », un établissement public de coopération intercommunale (EPCI) à fiscalité propre créé le 1er janvier 2012.
Elle est rattachée sur le plan administratif à l'arrondissement de Blois, au département de Loir-et-Cher et à la région Centre-Val de Loire, en tant que circonscriptions administratives. Sur le plan électoral, elle est rattachée au canton d'Onzain depuis 2015 pour l'élection des conseillers départementaux et à la Troisième circonscription de Loir-et-Cher pour les élections législatives.

### Politique et administration municipale

#### Conseil municipal et maire
Le conseil municipal de Chapelle-Vendômoise, commune de moins de 1 000 habitants, est élu au scrutin majoritaire plurinominal avec liste ouvertes et panachage. Le maire, à la fois agent de l'État et exécutif de la commune en tant que collectivité territoriale, est élu par le conseil municipal au scrutin secret lors de la première réunion du conseil suivant les élections municipales, pour un mandat de six ans, c'est-à-dire pour la durée du mandat du conseil.
| Période                                  | Période  | Identité        | Étiquette | Qualité      |
| ---------------------------------------- | -------- | --------------- | --------- | ------------ |
| mars 2014                                | En cours | François Borde, |           | Ancien cadre |
| Les données manquantes sont à compléter. |          |                 |           |              |

## Équipements et services

### Eau et assainissement
L'organisation de la distribution de l'eau potable, de la collecte et du traitement des eaux usées et pluviales relève des communes. La compétence eau et assainissement des communes est un service public industriel et commercial (SPIC).

#### Alimentation en eau potable
Le service d'eau potable comporte trois grandes étapes : le captage, la potabilisation et la distribution d'une eau potable conforme aux normes de qualité fixées pour protéger la santé humaine. En 2019, la commune est membre du syndicat intercommunal d'adduction d'eau potable de Landes Le Gaulois qui assure le service en régie dont le contrat arrive à échéance le 31 mars 2028.

#### Assainissement des eaux usées
En 2019, la gestion du service d'assainissement collectif de la commune de Chapelle-Vendômoise est assurée par la communauté d'agglomération Agglopolys qui a le statut de régie à autonomie financière.
Une station de traitement des eaux usées est en service au 1er janvier 2019 sur le territoire communal : 
« Grand Gué », un équipement utilisant la technique de l'aération par boues activées, dont la capacité est de 600 EH , mis en service le 1er avril 2000.
L'assainissement non collectif (ANC) désigne les installations individuelles de traitement des eaux domestiques qui ne sont pas desservies par un réseau public de collecte des eaux usées et qui doivent en conséquence traiter elles-mêmes leurs eaux usées avant de les rejeter dans le milieu naturel. La communauté d'agglomération de Blois « Agglopolys » assure pour le compte de la commune le service public d'assainissement non collectif (SPANC), qui a pour mission de vérifier la bonne exécution des travaux de réalisation et de réhabilitation, ainsi que le bon fonctionnement et l'entretien des installations.

### Sécurité, justice et secours
La sécurité de la commune est assurée par la brigade de gendarmerie d'Herbault Herbault qui dépend du groupement de gendarmerie départementale de Loir-et-Cher installé à Blois.
En matière de justice, La Chapelle-Vendômoise relève du conseil de prud'hommes de Blois, de la Cour d'appel d'Orléans (juridiction de Blois), de la Cour d'assises de Loir-et-Cher, du tribunal administratif de Blois, du tribunal de commerce de Blois et du tribunal judiciaire de Blois.

## Population et société

### Démographie

#### Évolution démographique
L'évolution du nombre d'habitants est connue à travers les recensements de la population effectués dans la commune depuis 1793. Pour les communes de moins de 10 000 habitants, une enquête de recensement portant sur toute la population est réalisée tous les cinq ans, les populations de référence des années intermédiaires étant quant à elles estimées par interpolation ou extrapolation. Pour la commune, le premier recensement exhaustif entrant dans le cadre du nouveau dispositif a été réalisé en 2007.

En 2022, la commune comptait 797 habitants, en évolution de +4,46 % par rapport à 2016 (Loir-et-Cher : −1,15 %, France hors Mayotte : +2,11 %).
| 1793 | 1800 | 1806 | 1821 | 1831 | 1836 | 1841 | 1846 | 1851 |
| ---- | ---- | ---- | ---- | ---- | ---- | ---- | ---- | ---- |
| 347  | 351  | 329  | 344  | 424  | 426  | 451  | 536  | 502  |

| 1856 | 1861 | 1866 | 1872 | 1876 | 1881 | 1886 | 1891 | 1896 |
| ---- | ---- | ---- | ---- | ---- | ---- | ---- | ---- | ---- |
| 475  | 485  | 480  | 486  | 495  | 528  | 507  | 523  | 497  |

| 1901 | 1906 | 1911 | 1921 | 1926 | 1931 | 1936 | 1946 | 1954 |
| ---- | ---- | ---- | ---- | ---- | ---- | ---- | ---- | ---- |
| 472  | 467  | 468  | 438  | 443  | 430  | 438  | 427  | 424  |

| 1962 | 1968 | 1975 | 1982 | 1990 | 1999 | 2006 | 2007 | 2012 |
| ---- | ---- | ---- | ---- | ---- | ---- | ---- | ---- | ---- |
| 424  | 421  | 553  | 623  | 708  | 744  | 747  | 747  | 715  |

| 2017 | 2022 | - | - | - | - | - | - | - |
| ---- | ---- | - | - | - | - | - | - | - |
| 783  | 797  | - | - | - | - | - | - | - |

#### Pyramide des âges
La population de la commune est relativement jeune.
En 2018, le taux de personnes d'un âge inférieur à 30 ans s'élève à 31,5 %, soit au-dessus de la moyenne départementale (31,3 %). À l'inverse, le taux de personnes d'âge supérieur à 60 ans est de 28,8 % la même année, alors qu'il est de 31,6 % au niveau départemental.
En 2018, la commune comptait 381 hommes pour 411 femmes, soit un taux de 51,89 % de femmes, légèrement supérieur au taux départemental (51,45 %).
Les pyramides des âges de la commune et du département s'établissent comme suit.
| Hommes | Classe d’âge | Femmes |
| ------ | ------------ | ------ |
| 0,5    | 90 ou +      | 1,0    |
| 6,7    | 75-89 ans    | 7,2    |
| 22,9   | 60-74 ans    | 19,3   |
| 25,2   | 45-59 ans    | 21,0   |
| 15,4   | 30-44 ans    | 17,9   |
| 15,9   | 15-29 ans    | 16,9   |
| 13,4   | 0-14 ans     | 16,6   |

| Hommes | Classe d’âge | Femmes |
| ------ | ------------ | ------ |
| 1,1    | 90 ou +      | 2,6    |
| 9,2    | 75-89 ans    | 11,9   |
| 19,7   | 60-74 ans    | 20,4   |
| 20,7   | 45-59 ans    | 20     |
| 16,5   | 30-44 ans    | 16,2   |
| 15,2   | 15-29 ans    | 13,2   |
| 17,6   | 0-14 ans     | 15,7   |

## Économie

### Secteurs d'activité
Le tableau ci-dessous détaille le nombre d'entreprises implantées à la Chapelle-Vendômoise selon leur secteur d'activité et le nombre de leurs salariés :
|                                                              | total | % com (% dep) | 0 salarié | 1 à 9 salarié(s) | 10 à 19 salariés | 20 à 49 salariés | 50 salariés ou plus |
| ------------------------------------------------------------ | ----- | ------------- | --------- | ---------------- | ---------------- | ---------------- | ------------------- |
| Ensemble                                                     | 55    | 100,0 (100)   | 38        | 15               | 0                | 1                | 1                   |
| Agriculture, sylviculture et pêche                           | 8     | 14,5 (11,8)   | 7         | 1                | 0                | 0                | 0                   |
| Industrie                                                    | 3     | 5,5 (6,5)     | 1         | 1                | 0                | 0                | 1                   |
| Construction                                                 | 4     | 7,3 (10,3)    | 3         | 1                | 0                | 0                | 0                   |
| Commerce, transports, services divers                        | 30    | 54,5 (57,9)   | 21        | 8                | 0                | 1                | 0                   |
| dont commerce et réparation automobile                       | 6     | 10,9 (17,5)   | 5         | 1                | 0                | 0                | 0                   |
| Administration publique, enseignement, santé, action sociale | 10    | 18,2 (13,5)   | 6         | 4                | 0                | 0                | 0                   |
| Champ : ensemble des activités.                              |       |               |           |                  |                  |                  |                     |

Le secteur du commerce, transports et services divers est prépondérant sur la commune (30 entreprises sur 55) néanmoins le secteur agricole reste important puisqu'en proportions (14,5) %, il est plus important qu'au niveau départemental (11,8 %).
Sur les 55 entreprises implantées à la Chapelle-Vendômoise en 2016, 38 ne font appel à aucun salarié, 15 comptent 1 à 9 salariés, .1 emploie entre 20 et 49 personnes

### Agriculture
En 2010, l'orientation technico-économique de l'agriculture sur la commune est la culture de céréales et d'oléoprotéagineux (COP). Le département a perdu près d'un quart de ses exploitations en 10 ans, entre 2000 et 2010 (c'est le département de la région Centre-Val de Loire qui en compte le moins). Cette tendance se retrouve également au niveau de la commune où le nombre d'exploitations est passé de 17 en 1988 à 13 en 2000 puis à 8 en 2010. Parallèlement, la taille de ces exploitations augmente, passant de 45 ha en 1988 à 86 ha en 2010.
Le tableau ci-dessous présente les principales caractéristiques des exploitations agricoles de Chapelle-Vendômoise, observées sur une période de 22 ans : 
|                                      | 1988                 | 2000                 | 2010                 |
| Dimension économique                 | Dimension économique | Dimension économique | Dimension économique |
| ------------------------------------ | -------------------- | -------------------- | -------------------- |
| Nombre d'exploitations (u)           | 17                   | 13                   | 8                    |
| Travail (UTA)                        | 17                   | 13                   | 8                    |
| Surface agricole utilisée (ha)       | 764                  | 912                  | 685                  |
| Cultures                             |                      |                      |                      |
| Terres labourables (ha)              | 757                  | 860                  | 663                  |
| Céréales (ha)                        | 495                  | s                    | 421                  |
| dont blé tendre (ha)                 | 366                  | 401                  | 201                  |
| dont maïs-grain et maïs-semence (ha) | s                    |                      | s                    |
| Tournesol (ha)                       | 172                  | 67                   | s                    |
| Colza et navette (ha)                | 70                   | 136                  | s                    |
| Élevage                              |                      |                      |                      |
| Cheptel (UGBTA)                      | 23                   | 60                   | 34                   |

.

## Culture et patrimoine

### Lieux et monuments
On peut visiter sur le territoire de la commune le dolmen de la Pierre Levée. Jusqu'en 1339, ce dernier a symbolisé la limite entre le comté de Vendôme et celui de Blois. Il appartient aujourd'hui à la Société archéologique, scientifique et littéraire du Vendômois.

## Personnalités liées à la commune
- Georges Bernanos, romancier et polémiste, habita La Chapelle-Vendômoise, au château de Thoisy, en 1946 : "Entre-temps, nous quittons Bandol pour La Chapelle-Vendômoise dans le Loir-et-Cher (vingt-septième déménagement)", écrit Jean-Loup Bernanos dans Georges Bernanos à la merci des passants (éd. Plon, 1986, p. 427).
- Antoine Lavoisier, né le 26 août 1743 à Paris et guillotiné le 8 mai 1794 à Paris, est un chimiste, philosophe et économiste français, souvent présenté comme le père de la chimie moderne. Il a mené plusieurs expériences de chimie et de recherche sur l'agriculture au château de Thoisy.
- Émile Pichot, né à La Chapelle-Vendômoise, est un peintre français.